# Thibaut Lemoine
Thibaut Lemoine, né au Mans et mort 28 juin 1441 est un prélat français du XVe siècle .

## Biographie
Thibaud Lemoine est docteur en droit civil et canonique, conseiller d'Isabelle Ire de Lorraine, reine de Sicile, protonotaire apostolique et  référendaire d'Eugène IV. En 1433 il est élu au siège de Séez et est transféré au siège de Chartres en 1434.
Par son testament il choisit sa sépulture dans l'église de Saint-Jean-de-l'Hôpital à Paris, à laquelle il fait divers legs, ainsi qu'à la collégiale de Saint-Pierre d'Angers, où se trouve la sépulture de sa famille.
Lépinois et Merlet ont publié son épitaphe qui se trouvait en l'église Saint-Jean-de-l'Hôpital, qui le dit moine du diocèse du Mans, docteur en l'un et l'autre droit, évêque de Chartres et référendaire du pape Eugène IV.